# Słowo prawdziwe
Słowo prawdziwe – antologia poezji powstałej w pierwszych latach II wojny światowej, wydana w Warszawie pod koniec roku 1942.
Publikację tę wydało środowisko związane z czasopismem Sztuka i Naród. Była opatrzona wstępem Dobraczyńskiego i Bajkowskiego. Składała się z czterech części: 1: Spojrzenie, 2: Walka, 3: Dom, 4: Nowe życie. 
Pierwsze wydanie mieściło 39 utworów, natomiast drugie (z roku 1943) - 46. Ich nakład w sumie sięgnął kilku tysięcy egzemplarzy.
Autorzy, których wiersze ukazały się w tej antologii to: Krzysztof Kamil Baczyński, Wacław Bojarski, Konstanty Ildefons Gałczyński, Świętopełk Karpiński, Józef Łobodowski, Wojciech Bąk, Tadeusz Hollender, Kazimiera Iłłakowiczówna, Zdzisław Stroiński, Leopold Staff, Anna Świrszczyńska, Jerzy Zagórski.
Okładkę zaprojektował Tadeusz Gronowski.